# Bemposta (São Tomé)
Bemposta é uma aldeia de São Tomé e Príncipe, localiza-se no distrito de Mé-Zóchi, ilha de São Tomé, próxima às localidades de Formosa e Novo Destino.